# 語りもの
語りもの（かたりもの）は日本中世にはじまった口承文芸・音楽もしくは芸能のジャンルまたは演目。
伝統的な日本音楽（邦楽）において、声楽はその大部分を占めているが、日本音楽における声楽は、「歌いもの」と「語りもの」に大きく分けられる。「歌いもの」は、旋律やリズムなど、その音楽的要素が重視される楽曲であるのに対し、「語りもの」は詞章が何らかの物語性をもつ楽曲であり、語られる内容表現に重点が置かれる音楽である。

## 概略
古代にあっては音声による言語的伝達の営みを意味していた「語り」は、鎌倉時代以降は節回しをもった声と楽器が一体化したものをも含むようになった。これが「語りもの」である。
平安時代にはじまった軍記物語の多くは後世「語りもの」として庶民のあいだに愛好された。なかでも鎌倉時代に成立した『平家物語』のテキストは、琵琶法師の平曲にあわせて語りの台本としてつくられたものと読むためにつくられたものがあり、前者を「語り本」「語りもの」系と称するのに対し、後者は「読み本」「読みもの」系と称した。
「語りもの」の語は多義的であり、「平曲は語りものである」という場合の「語りもの」は邦楽における一ジャンルのことである。薩摩琵琶や筑前琵琶、浪花節などは、いずれも「語りもの」のジャンルに属する。それに対し、「今回の平曲の語りものは、『那須与一』と『横笛』である」という場合の「語りもの」は演目のことであり、「祇園精舎」「茨木」「石堂丸」などはいずれも語りものの演目である。
また、別の面からは、文芸の分野において、内容的に叙事詩のことを「語りもの」と称する場合があり、その意味では『平家物語』のテキスト（語り本テキスト）を黙読しても「語りもの」を読んでいることになる。この意味の場合の「語りもの」では、とくに和漢混淆文で書かれた戦記文学を多く扱った。そのいっぽうで、音楽上の概念としては、演奏様式上、「歌いもの」に対する語として用いられる。この場合、黙読する対象たとえば台本を「語りもの」と言わないのみならず、たとえ内容的に叙事詩であっても「歌われた叙事詩」を「語りもの」とは決していわない。あくまでも、口で語られる音楽こそ「語りもの」と定義される。なお、後者の場合、紛らわしさを回避するため「語りもの音楽」と表記することも多い。
琵琶法師は、平安時代のころから琵琶をかきならしながら叙事詩を語って活躍していたが、楽器の伴奏にあわせて物語に節（メロディ）をつけて語る「語りもの」は、鎌倉仏教の形成とともに鎌倉文化を特色づける新しい傾向である。
語りの文芸には平曲があるほか、室町時代には謡曲、浄瑠璃が成立し、近世には義太夫節、常磐津節、清元節、浪曲などが生まれた。

## 語りもの音楽
語りものには、「音楽の語りもの」と「音楽でない語りもの」があり、上述したように前者を「語りもの音楽」と称する場合がある。
語りもの音楽は、一般に、
1. 拍子にとらわれない。自由拍、自由リズム、無拍がある。
2. 音階の音からはずれた音が用いられ、音の高さが不確定である。
3. テンポが複雑である。
4. リズムや旋律の反復が少ない。

などの諸特徴を有する。
語りもの音楽には、琵琶系の平曲、盲僧琵琶（くずれ）、薩摩琵琶、筑前琵琶などがあり、浄瑠璃系には古浄瑠璃、義太夫節、豊後系、その他がある。その他、講式、節談説経（節談説教）、浪花節（浪曲）、踊り口説、瞽女口説、能楽、早歌、幸若、祭文、説経節などが含まれる。
声明・荒神琵琶・瞽女唄などについては、その全体が「語りもの音楽」ではなく、声明のなかの「講式」、荒神琵琶のなかの「くずれ」、瞽女唄のなかの「くどき」が語りもの音楽に属する。現在、耳で聴くことのできる一番古い語りものは「講式」であり、平安時代中期にはさかんにつくられたといわれる。
節談説教の元祖となった、説教師の語る説教（説経）は、中世に流行したが起源は平安時代の唱導にさかのぼり、本来は仏教の経文や教義を説くものであった。これにもやがて節（メロディ）がつけられて後世説経節が生まれた。「かるかや（石童丸）」「しんとく丸」「小栗判官」「山椒大夫」「ぼん天国」を五説経と呼んでいる。歌説経は、江戸時代に生まれた娯楽であるが、娯楽になる以前の説経の名残りを伝えるのが節談説教である。
祭文語りは、修験道に端緒が求められ、山伏の宗教儀礼である「祭文」に由来する。江戸時代に入ってからは三味線と結びついて「歌祭文」となったが、錫杖と法螺貝を用いた「貝祭文」は、世俗的な物語をおおいに採用して語りものとして発展した。
盲目の琵琶法師（盲僧琵琶）からは、楽琵琶と講式が結びついて平曲がうまれ、九州地方の盲僧琵琶の流れから晴眼者の語りもの音楽として薩摩琵琶や筑前琵琶がうまれた。平曲は、今日伝承されている語りもののなかでは最も古く、『平家物語』をテキストとしている。平曲の起源については、諸説あるものの、一説には鎌倉時代における天台宗の民衆教化のための唱導芸術として成立したともいわれる。これら平曲をはじめとする物語琵琶のなかに『浄瑠璃姫物語』と称する演目を手がける一派があり、かれらのレパートリーの総称として「浄瑠璃」の呼称がうまれた。
浄瑠璃系の人びとは三弦が大陸より伝えられて日本で三味線として流行するとこれを採用し、多くの流派に分かれて発展した。浄瑠璃は、詞章が単なる歌ではなく、劇中人物の台詞や仕草、演技描写なども多く含むため、語り口が叙事的な力強さを持っている。こうしたなか、義太夫節は、元禄文化期の近松門左衛門による戯曲の革新を背景にさまざまな音楽要素を取り込んでいき、貞享（1684年-1687年）年間に浄瑠璃音楽を大成した。なお、ほかの流派には、常磐津節や清元節がある。
近世初頭までは説経と浄瑠璃は系統の異なるジャンルとされてきたが、三味線とむすびついてからの説経は浄瑠璃に接近しながらも、いったんは浄瑠璃に押されて廃れた。しかし、享和（1801年-1803年）年中、江戸において説経芝居が再興され、「説経浄瑠璃」と通称されるようになった。
浪花節（浪曲）は、祭文語りと説経の双方を源流として生まれた語りものといわれる。ちょぼくれ、ちょんがれ、浮かれ節なども同系統であるが、そのなかで他を押さえて隆盛をほこったのが浪花節であった。起源は享保（1716年-1735年））ころに活躍した浪花伊助に求められると説明されることが多いが、実際に流行したのは幕末期が最初といわれ、明治時代後半にあらわれた桃中軒雲右衛門によって地位向上がはかられた。
幸若は、曲舞の一流派で、大成者とされる桃井直詮（南北朝時代の武将桃井直常の孫）の幼名幸若丸に由来とするとの由来伝承をもつ舞楽である。声聞師などの賤民階層によって担われた地方の寺社の芸能であったが、室町時代中ごろから京都に進出して流行し、武士たちに好まれた。小鼓を伴奏に、烏帽子直垂の姿で語りながら二人一組で舞う。『平家物語』に取材した「敦盛」などで知られる。

## 語りもの芸能
「音楽でない語りもの」には、中世には唱導があり、それ以後は講談その他の芸能が生まれた。
唱導は、仏法を説いて衆生を導く語りの芸能で、平治の乱のとき惨殺された信西の子で天台宗の僧澄憲は、その名手として知られた。澄憲の子の聖覚も唱導の名人で、聖覚が安居院に住したことから彼の家系は安居院流として唱導の本宗の地位をしめた。鎌倉時代後半の13世紀末葉には『普通唱導集』が編まれた。
講談は戦国時代から安土桃山時代に生まれた語りもの芸能で、天明（1781年-1788年）年間以降さかんになって、江戸末期から明治時代にかけて全盛期を迎えた。享保（1716年-1735年）期に江戸町奉行として活躍した大岡忠相の裁判に題材をとった「大岡政談」などが特に著名である。明治末期には立川文庫など講談の内容を記載した「講談本」が人気を呼んだ。

## 「語りもの」の東西比較
1941年（昭和16年）に『仏蘭西中世「語りもの」文芸の研究』（白水社）を著したフランス文学者の佐藤輝夫は、中世フランス文学の研究とりわけ『ローランの歌』の研究成果を『平家物語』との比較考察により、1973年（昭和48年）、『ローランの歌と平家物語』（中央公論社）として発表した。この著作により佐藤は学士院賞を受賞している。